# اوفانیا
اوفانیا (به ایتالیایی: Offagna) یک کومونه در ایتالیا است که در استان آنکونا واقع شده‌است.

## خصوصیات
اوفانیا ۱۰٫۵ کیلومترمربع مساحت و ۱٬۸۰۱ نفر جمعیت دارد.